# Deep 2019+1演唱會
《Deep 2019+1演唱會》是香港男歌手吳浩康第二次舉辦的大型演唱會，在2019年12月30日於麥花臣場館舉辦，本演唱會由英皇娛樂主辦。

## 介紹
本演唱會《Deep 2019+1演唱會》為吳浩康經《吳浩康 Listen To Deep Live 2017》後的大型演唱會，2019年12月30日在旺角麥花臣場館舉辦，門票在同年11月22日於KKTIX公開發售。
英皇娛樂為宣傳此演唱會而特意為吳浩康拍攝宣傳片，片中吳浩康更扮演大量歌手的唱腔。

## 演唱歌曲
- 討厭
- 生於83
- 又到聖誕
- 浪漫時代
- 孩子王
- 愛沒懷疑
- 較早前錄影
- 我可以
- 第三者
- 放過自己
- 洗剪吹
- Come Together（原唱：披頭四樂團）
- 錢七
- 新手
- 醒覺
- 感覺蘇豪
- 38廿四
- 情誡
- 擇日失戀
- 那怕最終一個人
- 心之科學（原唱：容祖兒）
- 演唱會
- 棋王
- 先入為主

Encore
- 兒戲
- 怪你過份美麗（原唱：張國榮）
- 洗剪吹